# Sotero Cosme
Sotero Cosme, né le 20 mars 1905 à Porto Alegre et mort le 14 mars 1978 à Paris 18e, est un artiste et musicien brésilien. Il est considéré comme l'un des meilleurs dessinateurs du pays dans les années 1920 et 1930 dans le style Art déco.
Le fils de José Pereira Cosme, lié aux arts, il rencontre chez lui la première génération moderniste d'intellectuels de Porto Alegre, comme Augusto Meyer, Theodomiro Tostes, Athos Damasceno, Armando Albuquerque et Radamés Gnattali. Il est le frère du musicien Luiz Cosme.
Il réalise l'illustration de couverture pour les débuts de la Revista Madrugada, considérée comme l'un des meilleurs dessins art déco de l'époque. La revue est lancée le 25 septembre 1926. Il est responsable de l'édition artistique du magazine qui n'a duré que cinq éditions, mais dans laquelle Sotero a anticipé l'audace visuelle que la Revista do Globo assumerait, pour laquelle il a également fait la première couverture.
Il est violoniste au Conservatoire de Musique, où il a obtenu une bourse à Paris au début des années 1930. Il y expose ses dessins à la Galerie Bernheim entre le 11 et le 24 décembre 1948. Il opte pour une carrière diplomatique, servant dans les consulats brésiliens à Florence, New York et à l'ambassade à Paris, où il est décédé.

## Œuvre
Le MARGS a quelques copies de ses dessins. La Casa de Cultura Mário Quintana a une galerie qui porte son nom, une partie du musée d'art contemporain.